# Brockhaus (Industrieunternehmen)
Brockhaus ist eine international agierende, mittelständische Unternehmensgruppe mit Stammsitz in Deutschland. Die der Gruppe zugehörigen Gesellschaften befinden sich in der fünften und sechsten Generation zu 100 % in Familienbesitz. Die Unternehmensgruppe ist Inhaber der Marke Brockhaus für industrielle Güter und Dienstleistungen. Mit der gleichnamigen Enzyklopädie Brockhaus besteht eine Abgrenzungsvereinbarung unter Berücksichtigung der unterschiedlichen Tätigkeitsfelder.

## Unternehmensgeschichte
Peter Friedrich Julius Brockhaus (* 1828; † 1894)  gründete 1864 ein Unternehmen für Eisen- und Messingdrahtgewebe unter dem Namen „Friedrich Brockhaus“ im Oestertal (Wiesenthal), das 1880 von seinem Neffen Ernst Brockhaus (* 1848; † 1915), einem Sohn von Carl Friedrich Wilhelm Brockhaus (* 1822; † 1899), übernommen wurde. Peter Friedrich Julius Brockhaus stellte unter anderem Siebe, Geldkassetten, Fliegenschränke und Kinderwiegen her. Nach der Übernahme durch Ernst Brockhaus im Jahr 1880 wurde das Unternehmen in „Ernst Brockhaus & Co.“ umbenannt. 1900 übernahmen die Söhne von Ernst Brockhaus, Walt(h)er Brockhaus (* 1874; † 1934) und Julius Brockhaus (* 1875; † 1952) das Werk Wiesenthal.
Ernst Brockhaus gründete 1897 mit seinen Brüdern Paul Brockhaus (* 1852; † 1936) und Hermann Brockhaus (* 1884; † 1955) die „Oestertaler Eisengießerei“, die 1909 in „Oestertaler Röhrenindustrie“ umbenannt und später vom Unternehmen „Ernst Brockhaus & Co.“ übernommen wurde.
Julius Brockhaus (* 1837; † 1901) errichtete 1874 in Oesterau eine Gesenkschmiede. Um seinen Kapitalbedarf decken zu können, nahm er zwei Kommanditisten in das Unternehmen auf und firmierte unter „Julius Brockhaus & Co.“ 1879 schieden Julius Brockhaus und ein Kommanditist aus. Paul Brockhaus, ein Neffe aus der Elberfelder Linie (Sohn von Carl Friedrich Wilhelm Brockhaus), übernahm die Gesenkschmiede. 1880 wurde er dann alleiniger Besitzer. Vermutlich änderte sich zu der Zeit auch die Firma in „Paul Brockhaus Oesterau“. 1920 traten seine Söhne Paul Friedrich Brockhaus und Werner Artur Brockhaus als Teilhaber in das Unternehmen ein. In den schwierigen Zeiten der 1920er-Jahre vereinigten sich die Werke Wiesenthal und Oesterau und wurden zur „Brockhaus Söhne oHG“.
Im Kaltwalzwerk wurden 1947 alle maschinellen Einrichtungen auf Veranlassung der Besatzungsmächte demontiert.
1958 wurde die Lennetal Eisenhandelsgesellschaft mbH gegründet, die heute Brockhaus Lennetal GmbH heißt.
1964 erfolgte die Gründung der Dr. Brockhaus Messtechnik GmbH & Co. KG in Düsseldorf durch Jacques G. Brockhaus, Vater von Dirk E. Brockhaus.
In den Jahren 2000 bis 2001 stand der Verkauf der Firmen Brockhaus Söhne GmbH & Co. KG und der Kaltwalzwerk Brockhaus GmbH an, die zu diesem Zeitpunkt über 1.000 Mitarbeiter beschäftigten und sich im Besitz von rund 70 Gesellschaftern befanden.
Dirk E. Brockhaus war ab 2002 Alleingesellschafter der verbliebenen Unternehmen und kaufte nur kurze Zeit später zwei weitere Werke vom Käufer zurück. Es erfolgte die Neugründung der Brockhaus Stahl GmbH.
Caspar N. Brockhaus trat 2009 als Vertreter der 6. Generation in die Unternehmensgruppe ein.
Ein umfangreiches Re-Branding stellte 2010 den Markennamen Brockhaus in den Vordergrund und unterstreicht die Kompetenzen der Gruppe in den Geschäftsfeldern Stahl, Umwelt und Messtechnik. Die Unternehmensgruppe befindet sich derzeit in fünfter und sechster Generation im Besitz von Dirk E. Brockhaus und Caspar N. Brockhaus.
Als Reaktion auf bestehende Überkapazitäten wurde die Herstellung von Feinblechzuschnitten zum Ende des Jahres 2013 eingestellt.
2020 wurde die Tochtergesellschaft Brockhaus Polska Sp. z o.o. mit Sitz in Czestochowa in Polen gegründet. Das neue Unternehmen betreibt F&E und wird zusätzlich als Einkaufsgesellschaft genutzt.
Das Unternehmen gab im Dezember 2020 bekannt, dass es in den Geschäftsbereichen Kaltwalzwerk, Umwelttechnik und Recycling seit 2019 CO2-neutral arbeitet. Zur Erreichung der CO2-Neutralität werden die CO2-Emissionen des Unternehmens bilanziert und mit dem Erwerb von Verified Carbon Units (VCU) über das Programm Verified Carbon Standard neutralisiert.

## Geschäftsbereiche
Die Unternehmen der Gruppe sind in vier Geschäftsbereichen tätig. Stammsitz der Unternehmensgruppe ist Plettenberg, Nordrhein-Westfalen. Der Geschäftsbereich Messtechnik befindet sich in Lüdenscheid. Zudem wird ein Standort in Polen betrieben.
Geschäftsbereich Kaltwalzwerk
Im Kaltwalzwerk wird warmgewalzter Bandstahl zu Kaltband veredelt. Dieser Stahl wird beispielsweise für Sicherheitsteile in der Automobilindustrie verwendet, die besondere mechanische Eigenschaften besitzen müssen. Das Abmessungsspektrum erstreckt sich von üblichen bis hin zu extremen Breiten-Dicken-Verhältnissen (beispielsweise 14 mm Dicke bei 30 mm Breite oder 5 mm Dicke bei 14 mm Breite).
Geschäftsbereich Umwelttechnik
Im Bereich Umwelttechnik wird mit Abluft- und Abwasser-Reinigungstechnologien für die Petrochemie gearbeitet. Die Anlagen werden von Erdölraffinerien und Chemieunternehmen genutzt, um die gesetzlichen und standortspezifischen Anforderungen an den Schutz der Gesundheit und der Umwelt sicherzustellen, indem schädliche Stoffe, z. B. Kohlenwasserstoffe, adsorbiert und entsorgt werden.
Geschäftsbereich Recycling
Das Recyclinggeschäft ist die logistische Dienstleistung, metallische Produktionsabfälle aus der stahl- und metallverarbeitenden Industrie dem Rohstoffkreislauf wieder zuzuführen. Mit LKW werden die metallischen Produktionsabfälle bei metallverarbeitenden Unternehmen eingesammelt und vergütet. Auf dem Schrottplatz werden die Schrottsorten geprüft und sortiert, bevor die Materialien an Gießereien und Stahlwerke zur Wiedereinschmelzung verkauft werden.
Geschäftsbereich Messtechnik
Im Geschäftsfeld Messtechnik werden Spezialgeräte zur Bestimmung magnetischer Werkstoffeigenschaften konzipiert und gebaut. Hersteller von Elektroblech sowie Transformatorenbauer und Generatorenbauer benötigen diese Mess- und Prüftechnik, um energieeffiziente Werkstoffe bzw. Komponenten herzustellen. Die Messgeräte kommen zur Anwendung in der Forschung und Entwicklung, bei der Wareneingangskontrolle, bei der Qualitätssicherung sowie der Optimierung in der Fertigung. Nach Unternehmensangaben ist Brockhaus im Bereich der Qualitätskontrolle von Elektroblech Weltmarktführer. Das Elektroblechmessgerät mit der Produktbezeichnung EBA-CoilMap ist patentrechtlich geschützt. In Deutschland wurde das Patent 2020 vom deutschen Patent- und Markenamt erteilt.